# هایک سارگسیان (اقتصاددان)
هایک لوونی سارگسیان (ارمنی: Հայկ Լևոնի Սարգսյան؛ زادهٔ ۹ اوت ۱۹۴۸) یک اقتصاددان، سیاستمدار و استاد اهل ارمنستان است که از تاریخ ۱۵ مه ۲۰۰۹ تا کنون عضو شورای عمومی جمهوری ارمنستان است.

## زندگی‌نامه
در ۹ اوت ۱۹۴۸ در سوسر به دنیا آمد و از دانشگاه دولتی ایروان و دانشگاه دولتی مسکو فارغ‌التحصیل شد. وی در دانشگاه دولتی ایروان فعالیت می‌کند.  وی به زبان‌های ارمنی، روسی و فرانسوی تسلط دارد.

## یادداشت
1. ↑  Հայաստանի Հանրապետության հանրային խորհրդի անդամներ
2. ↑  տնտեսագիտության դոկտոր